# Torneo de Chennai 2015
El Aircel Chennai Open (Torneo de Chennai) fue un evento de tenis de la serie 250, se disputó en Chennai, India en el SDAT Tennis Stadium desde el 5 de enero hasta el 11 de enero de 2015.

## Cabeza de serie

### Individual masculino
| Tenista                | Ranking | Preclasificada |
| Stan Wawrinka          | 4       | 1              |
| Feliciano López        | 14      | 2              |
| Roberto Bautista Agut  | 15      | 3              |
| David Goffin           | 22      | 4              |
| Pablo Cuevas           | 30      | 5              |
| Guillermo García-López | 36      | 6              |
| Lu Yen-hsun            | 38      | 7              |
| Marcel Granollers      | 46      | 8              |

- Ranking del 29 de diciembre de 2014

### Dobles masculino
| Tenista                         | Ranking | Preclasificada |
| Raven Klaasen Leander Paes      | 49      | 1              |
| Andre Begemann Robin Haase      | 86      | 2              |
| Johan Brunström Nicholas Monroe | 120     | 3              |
| Oliver Marach Michael Venus     | 129     | 4              |

## Campeones

### Individuales masculinos
Stanislas Wawrinka venció a  Aljaž Bedene por 6-3, 6-4

### Dobles masculinos
Lu Yen-hsun /  Jonathan Marray vencieron a  Raven Klaasen /  Leander Paes por 6-3, 7-6(4)